# Ritratto di François-Marius Granet
Il Ritratto di François-Marius Granet (Portrait de François-Marius Granet) è un dipinto realizzato nel 1807 dall'artista francese Jean-Auguste-Dominique Ingres. Ritrae François-Marius Granet, un artista e amico del pittore e suo ex compagno nello studio di Jacques-Louis David. È il primo di una serie di ritratti all'aria aperta del primo periodo romano del pittore: la figura di Granet si staglia dinnanzi una veduta del Quirinale di Roma. Essendo stato per molto tempo di proprietà dell'effigiato, il quadro fa parte delle collezioni del museo Granet.

## Storia
François-Marius Granet si era recato a Parigi nel 1798 su suggerimento di un suo amico, Auguste de Forbin, e lì era entrato nello studio di David. Nel 1802 i due partirono alla volta di Roma, stabilendosi nei pressi della Villa Medici, la sede dell'accademia di Francia. Ingres giunse nell'Urbe nel 1806. Il dipinto venne realizzato nel 1807 e venne esposto al Campidoglio nel 1809. L'opera venne donata da Ingres all'amico, che alla morte (1849) la lasciò in eredità al museo Granet, fondato a partire dalle sue collezioni.

## Descrizione
François-Marius Granet si trova davanti a un balconcino romano dal quale si può vedere sullo sfondo il palazzo del Quirinale, o "di Montecavallo", come era noto all'epoca. Egli indossa un carrick, un cappotto pesante simile alla redingotte al quale è attaccata una mantellina, e tiene in mano un libro con su scritto il proprio nome sopra. Il quadro è noto per il vigore della stesura dei colori sulla tela, soprattutto per i contrasti e la luminosità: la veste morbida e lo sguardo calmo di Granet contrastano con il cielo grigio e nuvoloso, che lo rende uno dei primi ritratti romantici del secolo.